# Aldea de Hemu
La aldea de Hemu (en chino 禾木村, hémùcūn) es una aldea bajo la jurisdicción del condado de Burqin, región autónoma de Sinkiang. Ubicado a orillas del lago Kanas, es una de las aldeas en las que se concentra la minoría étnica china de Tuvá (aldea de Hemu, aldea de Kanas y aldea de Baihaba). De hecho, es la más grande y lejana con una superficie total de 3040 kilómetros cuadrados.

Esta aldea de la montaña, conocida como la "primera aldea de China", tiene casas de madera construidas con troncos que están esparcidas por todo el pueblo, con pequeños puentes y agua corriente.

El 28 de julio de 2019, Hemu fue seleccionada como una de las primeras aldeas de turismo rural clave a nivel nacional.

## Historia
En el pasado, los antepasados de Altay vivían al pie de la montaña y Hemu solo era un coto de caza en invierno. En Hemu, estos usaron troncos redondos para construir una especie de refugio temporal para sobrevivir a la larga noche de invierno, algo que se ve ocasionalmente en Hemu.

En 1918, los cazadores descubrieron repentinamente que había muchas personas de piel blanca que venían del río Hemu. Estas construyeron casas, plantaron tierras y criaron ganado junto al río. Ellos los llamaron Baimaozi (白毛子), y más tarde se enteraron de que aquellas personas provenían de Rusia. Después de la Revolución de Octubre, los nobles y oficiales no tenían dónde esconderse, por lo que vagaron por esa zona. Así, con el tiempo, comenzaron sus intercambios. A cambio de comida y ropa, los cazadores trabajan para Baimaozi en verano, pero siguieron cazando en invierno. 

Lentamente, los cazadores establecieron su hogar en el río Hemu. Aprendieron a crear sus propias armas, pero las que enviaban desde Bielorrusia eran mucho más rápidas y mejores, así que estos habitantes de Hemu cambiaban sus pieles pieles preciosas por mejores herramientas de caza.

Además, para cazar en las montañas en invierno, han desarrollado una excelente habilidad para esquiar. Cuando cazan grandes osos pardos carnívoros, a menudo tienen incidentes y terminan heridos. Si el entorno externo no hubiera cambiado con los años, tal vez su vida no hubiera variado. De hecho, la incautación de armas de fuego por parte del gobierno es la principal razón de los cambios. El gobierno recogió sus armas armas tres veces: en 1958, 1982 y 1997; y la vida de los cazadores comenzó a cambiar lentamente. Hoy en día, la agricultura y la cría de ganado se ha convertido en el principal negocio del pueblo de Hemu.